# Багратиони, Анастасия Ираклиевна
Анастасия Ираклиевна Багратиони, или Анастасия Ираклиевна Багратион-Грузинская (груз. ანასტასია; 3 ноября 1763, Марткопи, Картли-Кахетинское царство — 17 мая 1838, Санкт-Петербург, Российская империя) — представительница династии Багратионов, картли-кахетинская царевна. В замужестве княгиня Эристави.

## Биография
Родилась в древнем грузинском селе Марткопи 3 ноября 1763 года. Царевна была двенадцатым ребёнком в многодетной семье картли-кахетинского царя Ираклия II и его третьей жены Дареджан Дадиани. Замуж вышла в позднем возрасте. 12 ноября 1797 года сочеталась браком с князем Ревазом (Романом) Эристави (ок. 1757—1813), сыном князя Георгия Эристави, у которого ранее царь Ираклий II отобрал наследственное эриставство в долине Ксани. Золовка царевны, княжна Анна Эристави была замужем за младшим братом Анастасии, царевичем Фарнавазом.
Брак вызвал недовольство у царя Ираклия II, который лишил дочь приданого. После аннексии Картли-Кахетинского царства Российской империей в 1801 году, имущество Анастасии было ограничено садом в предместье Тбилиси, которые ей выделил единокровный брат — покойный царь Георгий XII. В 1802 году она была заподозрена российскими властями в том, что в качестве связной участвовала в обмене информацией между своей матерью, вдовствующей царицей Дарежан Дадиани в Тбилиси и повстанцами-братьями — царевичами Юлоном и Фарнавазом в Имеретии
.
В браке с князем Ревазом Эристави у Анастасии родились четыре сына и дочь: князь Иессе (ум. 1811); князь Шалва (1798 — 12.08.1849) — титулярный советник на службе у российского императора, был убит крестьянином Бибой Додашвили, состоял в браке с княжной Екатериной Орбелиани, брак имел потомство; князь Бидзин (1800 — 1876), подпоручик российской армии, в 1832 году участвовал в заговоре грузинских дворян против российского правления и провел восемь месяцев в тюрьме, состоял в браке с княжной Тамарой Меликишвили, брак имел потомство; князь Георгий (12.02.1802 — 5.11.1891), генерал-лейтенант российской армии, состоял в браке с княжной Анной Аргутинской-Долгоруковой, брак имел потомство; княжна Тамара (Мариам) (1805 — 1848), состояла в браке с князем Шермазаном (Симоном) Абхази.
После установления российского правления муж Анастасии поступил на службу к российскому императору в звании коллежского советника. Овдовев, в 1825 году царевна переехала в Санкт-Петербург, чтобы её младший сын — князь Георгий мог завершить своё образование в столице империи. Она умерла от пневмонии 17 мая 1838 года и была похоронена в церкви Святого Духа в Александро-Невской лавре.